# Уокер, Джон (музыкант)
Джонатан Джейкоб (Джон) Уокер (англ. Jonathan Jacob "Jon" Walker, род. 17 сентября 1985 года, Чикаго) — американский гитарист, музыкант, бывший басист группы Panic! at the Disco, основатель и вокалист-гитарист группы The Young Veins.

## Музыкальная карьера
С 2011 года занимается сольной карьерой поп-фолк исполнителя.
В мае 2006 года Уокер официально присоединяется к группе Panic! at the Disco как бас-гитарист и замена формирующего участника Брента Уилсона. На момент присоединения Уокер был старейшим участником группы (ему было 20 лет). Уокер был с Panic! at the Disco, когда в 2006 году во время церемонии MTV Video Music Awards группу награждали премией за клип на песню "I Write Sins Not Tragedies", хотя ни в записи песни, ни в съемках клипа Джон не участвовал.
В июле 2009 года Джон Уолкер вместе с Райаном Россом покидают группу, объясняя это творческими разногласиями и создают группу The Young Veins. В 2010 группа совершает два тура — один с группой Foxy Shazam и один из Rooney. 10 декабря 2010 в своем блоге на Twitter Уокер сообщает, что The Young Veins будут в состоянии хиатусу, и что творческие и личные разногласия были перенесены в другой проект.